# 黄柳
黄柳（学名：Salix gordejevii）为杨柳科柳属的植物。分布于蒙古以及中国大陆的辽宁、甘肃、内蒙古等地，生长于海拔170米至2,850米的地区，目前尚未由人工引种栽培。
黄柳，是治沙的先锋树种。